# الحكم الخضري
الحكم الخضري (توفي 150هـ / 767م) هو شاعرٌ عربي في أواخر العصر الأموي، وبداية العصر العبَّاسي. كان مع تقدمه في الشعر سجّاعا كثير السجع، وهجّاء خبيث اللسان، وكان بينه وبين الرمّاح بن أبرد المعروف بابن ميادة مهاجاة ومواقف كان الغلب في أكثرها على الرماح، فتهاجيا زمانا طويلا، ثم كفّ ابن ميّادة وسأله الصلح فصالحه الحكم.

## نسبه
هو حكم بن معمر بن قنبر بن جحاش بن سلمة بن ثعلبة بن مالك بن طريف بن محارب- ويقال ان :  الخضر ولد مالك بن طريف، سمّوا بذلك لأن مالكا كان شديد الأدمة، و كذلك خرج ولده فسمّوا الخضر.

## ومن جيد شعره
إذا يبست عيدان قوم وجدتنا
و عيداننا تغشى على الورق الخضر
إذا الناس جاءوا بالقروم أتيتهم‌
بقرم يساوي رأسه غرّة البدر
لنا الغور و الأنجاد و الخيل و القنا
عليكم و أيام المكارم و الفخر.

## وفاته
مات الحكم الخضري بالشام غرقا، و كان لا يحسن العوم فمات في بعض أنهارها.